# Virginia Eriksdotter
Virginia Eriksdotter, född 1 januari 1559 på Kalmar slott, död 1633, var en frillodotter till prins Erik av Sverige (senare kung Erik XIV). 
Hon var dotter till Agda Persdotter och prinsen. Virginia blev år 1566 av sin far erbjuden till gemål åt ryska storfursten Ivan Ivanovitj av Ryssland, men det äktenskapet blev aldrig av och hon valde att omkring 1586 gifta sig med den svenske frälsemannen Håkan Knutsson Hand, ståthållaren på Kronobergs slott. Hon var bosatt i Odensjö socken i Småland. 
Trots att hon endast var åtta år gammal vid tidpunkten för Sturemorden 1567, riktade sig den desperata kung Märta i en böneskrift direkt till "fröken Virginia" och bad henne att be sin far om nåd för Märtas fängslade manliga familjemedlemmar, eftersom Märta själv hade blivit satt i husarrest och inte tilläts träffa kungen. Märta bad också Karin Månsdotter, som då hade ansvaret för Virginia, att använda Virginia som budbärare till Erik XIV, om hon hade större utsikt till framgång.
Virginia fick 7 maj 1585 av kung Johan sex gårdar i Västergötland, och 1589 av hertig Carl fem hemman i Vadsbo härad.

## Barn
1. Catharina Håkansdotter Hand (född 1587, död 1645)[2]
2. Knut Håkansson Hand (född 1588, död 1614)
3. Sofia Håkansdotter Hand (född 1590)
4. Arvid Håkansson Hand  (född 1592, död 1621)
5. Erik Håkansson Hand (född 1594, död 1632)
6. Johan Håkansson Hand (född 1596, död 1656)
7. Elisabet Håkansdotter Hand (född 1598, död 10 april 1651)